# Knooppunt Hoog-Itter
Het Knooppunt Hoog-Itter is een Belgisch verkeersknooppunt tussen de A7/E19 en de R0 nabij Itter. Het knooppunt is een klaverbladknooppunt. De oostelijke ringen van het klaverblad dienen als op- en afritcomplex vanop de weg Halle - Nijvel.

## Richtingen Knooppunt
| Aansluitende wegen  | Aansluitende wegen                           | Aansluitende wegen           | Aansluitende wegen | Aansluitende wegen |
| ------------------- | -------------------------------------------- | ---------------------------- | ------------------ | ------------------ |
|                     |                                              | richting Brussel-West / Gent |                    |                    |
|                     |                                              |                              |                    |                    |
| richting Hoog-Itter | richting Waterloo / Brussel-Oost / Antwerpen |                              |                    |                    |
|                     |                                              |                              |                    |                    |
|                     |                                              | richting Charleroi / Bergen  |                    |                    |

Aalbeke · Antwerpen-Centrum · Antwerpen-Haven · Antwerpen-Noord · Antwerpen-Oost · Antwerpen-West · Antwerpen-Zuid · Arquennes · Battice · Beaufays · Beveren · Bois-d'Haine · Brugge · Cerexhe · Charleroi-Nord · Charleroi-Sud · Cheratte · Daussoulx · Destelbergen · Doornik · Familleureux · Fexhe-Slins · Gent-Centrum · Gouy · Grâce-Hollogne · Groot-Bijgaarden · Hautrage · Hauts-Sarts · Heppignies · Heverlee · Hoog-Itter · Houdeng-Goegnies · Jabbeke · Jemappes · Kortrijk-West · Kortrijk-Zuid · Leonardkruispunt · Loncin · Lummen · Machelen · Marcinelle · Marquain · Merelbeke · Moorsele · Neufchâteau · Ranst · Sint-Stevens-Woluwe · Strombeek-Bever · Thiméon · Ville-sur-Haine · Vottem · Wilrijk-Valaar · Zaventem · Zwijnaarde